# Фильмография Мадонны

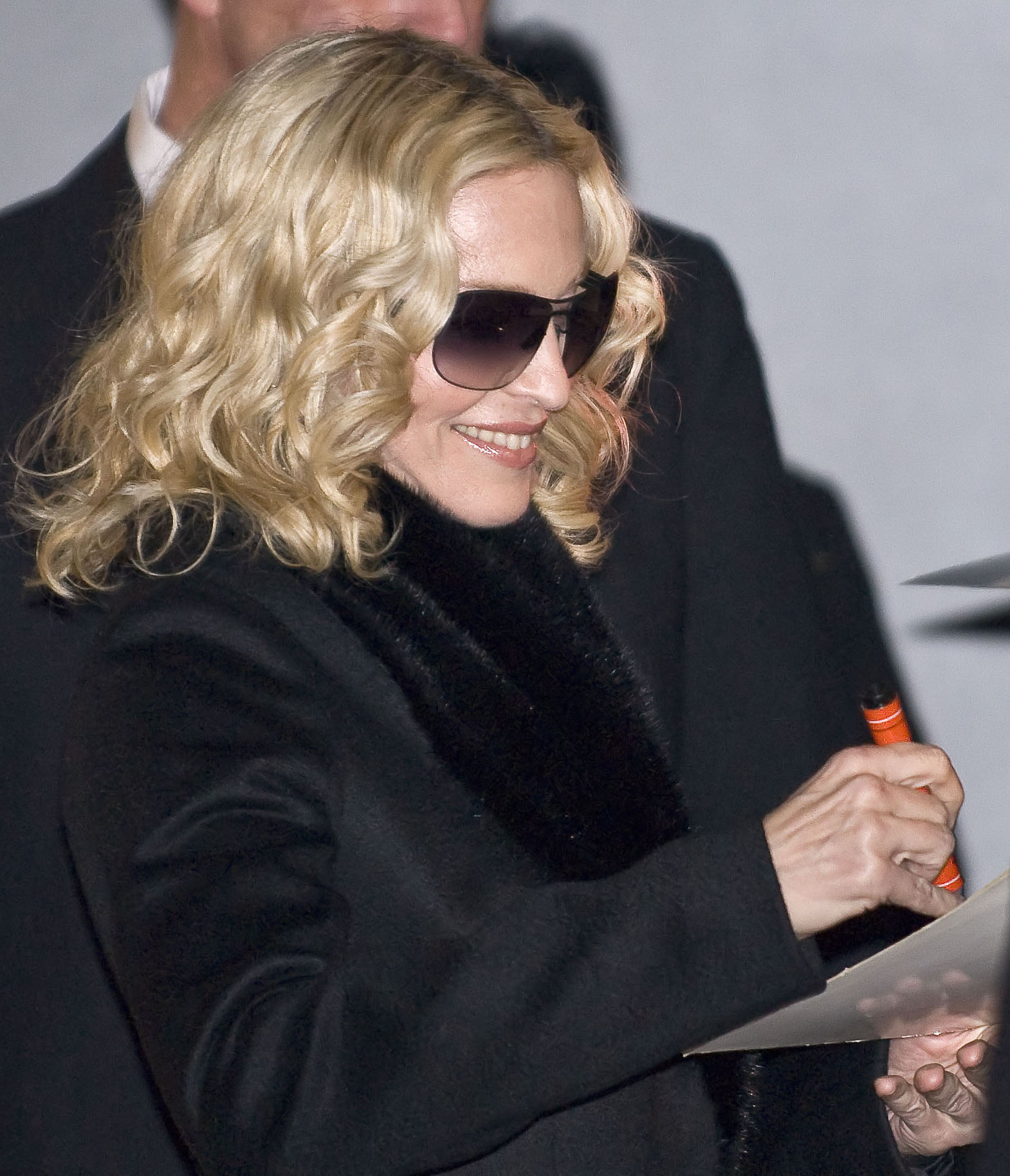
Мадонна на Берлинском кинофестивале представляет свою дебютную режиссёрскую картину «Грязь и мудрость», 2008 год

Данный список содержит фильмографию Мадонны. Актёрская и режиссёрская карьеры Мадонны сложилась менее удачно, чем музыкальная (она стала рекордсменом по количеству антипремий «Золотая малина за худшую роль»). Она снялась более чем в двадцати фильмах и в 1997 году удостоилась за игру в успешном кино-мюзикле «Эвита» своей первой престижной кинопремии "Золотой глобус.
«Петь песни, писать сказки и снимать кино - примерно одно и то же: всякий раз приходится рассказывать истории».
Вскоре после провала фильма тогдашнего мужа Гая Ричи «Унесённые» (2002) певица заявила, что заканчивает актёрскую карьеру в кинематографе, чтобы «не подставлять под удар сотни людей, которые участвуют в создании фильма» из-за своей репутации плохой актрисы.
В 2007 году она написала сценарий и сняла свой первый фильм в качестве режиссёра — картину «Грязь и мудрость.» В беседе с Гасом Ван Сентом для журнала Interview в 2010 году она рассказала о своей давней любви к европейскому кинематографу, особенно неореализму. Фильмы Мадонны — британские по духу, содержанию и производству, так как она противопоставляет себя Голливуду. Сняв вторую картину «МЫ. Верим в любовь», она признавалась, что даже на съёмочной площадке музыка для неё остаётся главной.

## Фильмы

### В качестве актрисы
— главная роль

| Год  |     | Русское название                                | Оригинальное название             | Роль                                 |
| ---- | --- | ----------------------------------------------- | --------------------------------- | ------------------------------------ |
| 1979 | ф   | Конкретная жертва                               | A Certain Sacrifice               | Бруна                                |
| 1985 | ф   | Зрительный поиск                                | Vision Quest                      | певица в клубе (эпизод)              |
| 1985 | ф   | Отчаянно ищу Сьюзан                             | Desperately Seeking Susan         | Сьюзан                               |
| 1986 | ф   | Шанхайский сюрприз                              | Shanghai Surprise                 | Глория Тэтлок                        |
| 1987 | ф   | Кто эта девчонка?                               | Who’s That Girl?                  | Ники Финн                            |
| 1989 | ф   | Ищейки с Бродвея                                | Bloodhounds of Broadway           | Гортензия Хэтэуэй                    |
| 1990 | ф   | Дик Трэйси                                      | Dick Tracy                        | Breathless Махоуни                   |
| 1991 | ф   | Тени и туман                                    | Shadows and Fog                   | Мэри                                 |
| 1992 | ф   | Их собственная лига                             | A League of Their Own             | Мэй Мордабито                        |
| 1993 | ф   | Тело как улика                                  | Body of Evidence                  | Ребекка Карлсон                      |
| 1993 | ф   | Опасная игра                                    | Dangerous Game                    | Сара Дженингс                        |
| 1995 | ф   | С унынием в лице                                | Blue in the Face                  | доставщица поющих телеграмм (эпизод) |
| 1995 | ф   | Четыре комнаты (часть «Недостающий ингредиент») | Four Rooms ("Missing Ingredient") | Элспет                               |
| 1996 | ф   | Девушка № 6                                     | Girl 6                            | Босс №3 (эпизод)                     |
| 1996 | ф   | Эвита                                           | Evita                             | Эва Перон                            |
| 2000 | ф   | Лучший друг                                     | The Next Best Thing               | Эбби Рейнольдс                       |
| 2001 | кор | Звезда                                          | The Hire: Star                    | роль в титрах не указана             |
| 2002 | ф   | Унесённые                                       | Swept Away                        | Амбер Лейтон                         |
| 2002 | ф   | Умри, но не сейчас                              | Die Another Day                   | Верити (эпизод)                      |
| 2003 | мтф | Уилл и Грейс (серия «Dolls and Dolls»)          | Will & Grace                      | Лиз                                  |
| 2006 | мф  | Артур и минипуты                                | Arthur and the Minimoys           | Принцесса Селения                    |
| 2017 | кор | Her-Story                                       | Her-Story                         | роль в титрах не указана             |

### Другие
| Год  |     | Название                                 | Примечание                                   |
| ---- | --- | ---------------------------------------- | -------------------------------------------- |
| 1991 | док | В постели с Мадонной                     | Исполнительный продюсер, играет себя         |
| 2003 | ф   | Агент Коди Бэнкс                         | Исполнительный продюсер                      |
| 2003 | ф   | Агент Коди Бэнкс-2                       | Исполнительный продюсер                      |
| 2006 | док | Мадонна. Я хочу открыть вам свои секреты | Исполнительный продюсер, играет себя         |
| 2008 | ф   | Грязь и мудрость                         | Режиссёр, исполнительный продюсер, сценарист |
| 2008 | док | Я есть, потому что мы есть               | Рассказчик, продюсер, сценарист, играет себя |
| 2011 | ф   | МЫ. Верим в любовь                       | Режиссёр, продюсер, сценарист                |
| 2013 | кор | secretprojectrevolution                  | Режиссёр, продюсер, сценарист, актриса       |
| 2021 | док | Мадам Икс                                | Играет себя                                  |

## Актриса
В 1979 году Мадонна снялась в любительском фильме «Конкретная жертва» в роли раскаявшейся садомазохистки, которую насилует в туалете маньяк. Неудачный любительский фильм был далёк от порнографического, но с подачи «сенсационной» прессы заложил скептическое отношение к ней как к бывшей порнозвезде. По мнению биографов, это в будущем повлияло на её запоздалое признание в качестве музыканта.
В 1985 году певица снялась в эпизоде фильма «Зрительный поиск». Саундтрек картины содержал песню «Crazy For You», второй для Мадонны сингл № 1 в США. Мадонна появилась в фильме «Отчаянно ищу Сьюзен» и эта роль была оценена критиками положительно. В фильме звучала песня «Into The Groove» — первый для певицы сингл № 1 в Великобритании, причём автором была тоже Мадонна (совместно с Брэйем). Это создало хорошее отношение к ней в английской прессе, причём на долгие годы.
«Я почувствовал бунтарскую натуру. Она вся – воплощение бунта»
В 1990 году вышел в прокат фильм с Мадонной «Дик Трейси» и саундтрек к нему под названием I’m Breathless. Режиссёр картины — известный ловелас Уоррен Битти, получивший от певицы отказ на предложение выйти замуж после года отношений. I’m Breathless содержит песни знаменитого композитора Стивена Сондхайма и авторского дуэта Мадонна-Леонард. Певица впервые вступила на территорию джаза и бродвейского мюзикла, что критики расценили неоднозначно. Самой коммерчески успешной из I’m Breathless стала «Vogue», возглавившая главные чарты. Речитатив «англ. ...ladies with an attitude; fellows that were in the mood...» был написан Мадонной в самолёте как иллюстрация 30-х годов, но стал характеристикой современности. В России он известен как эпиграф первой главы книги «Духless». Название книги — частично переведённое имя персонажа Мадонны из фильма — «Breathless».
В 1992 году Мадонна успешно снялась в фильме «Их собственная лига» в роли бейсболистки с говорящим именем Мэй Мордабито. Для картины она записала песню «This Used to Be My Playground», ставшую № 1 в Billboard Hot 100.
В 1993 году, даже не удостоившись релиза в кинотеатрах, на видео вышел фильм «Опасная игра» культового арт-хаусного режиссёра Феррары с Мадонной в главной роли. The New York Times назвала картину «злой и болезненной, где боль кажется настоящей». По мнению биографов, «Опасная игра» содержала рассказ Сары/Мадонны о реально произошедшем в 1978 году изнасиловании.
Эротический триллер с певицей «Тело как улика» (1993) содержал сцены садомазохизма со связыванием и потерпел провал у критиков и прокатчиков.
В 2000 году вышел фильм c Мадонной в главной роли «Лучший друг». Для саундтрека к нему она записала кавер-хит «American Pie». Он стал её первым не авторским хитом № 1 в Великобритании. В конце 2001 года вышел сингл к фильму о Джеймсе Бонде «Умри, но не сейчас» под одноимённым названием «Die Another Day». За эпизодическую роль в фильме певица получила «Золотую малину» в дополнение к званию «Худшей актрисы тысячелетия». Песня получила противоположные номинации: на «Золотой Глобус» в категории «Лучшая оригинальная песня» и на «Золотую Малину» как «Худшая песня». Следующий фильм «Унесённые» был разгромлен критикой и вышел в Великобритании сразу на DVD. Пока что это последняя полнометражная картина Мадонны как актрисы.

## Режиссёр
В 2007 году Мадонна Чикконе осваивает новую для себя профессию кинорежиссёра, написав сценарий отчасти автобиографического фильма-притчи «Грязь и мудрость». В фильме герой пытается раскрутить свою рок-группу, при этом зарабатывает себе на жизнь, то за деньги избивая мазохистов, то переодеваясь в Маргарет Тэтчер. «Грязь и мудрость» с Евгением Гудзем в главной роли попадает на Берлинский кинофестиваль в программу «Панорама», где получает довольно прохладный приём критиков. Кинокритиками была положительно отмечена лишь музыка цыганской фолк-панк-рок группы Gogol Bordello и самоприсутствие главного героя, которые привносят в британскую некоммерческую картину оригинальность и русский мат. В том же году Мадонной Чикконе был спродюсирован и озвучен авторским закадровым текстом документальный фильм о катастрофическом положении дел в африканской стране Малави под названием «Я есть, потому что мы есть», который был показан на фестивале Трайбека в 2008 году.
В декабре 2011 года в прокат выходит фильм «МЫ. Верим в любовь», где Мадонна Чикконе выступает режиссёром и автором сценария. Фильм получает разгромную критику, но игра Андреа Райзборо в роли Уоллис Симпсон и саундтрек к фильму вызывают восторженные комментарии.. Фильм был нещадно разгромлен критикой за чрезмерную и ненужную сложность, мелодраматизм и перегруженность деталями. Фильм назвали «цыплёнком, возомнившим себя павлином». Как и в первой картине с музыкой группы «Gogol Bordello», положительно были оценены лишь саундтрек польского композитора Абеля Коженёвски и песня «Masterpiece» Мадонны
. Несмотря на критику и провал в прокате картина была номинирована на «Оскар» за «Лучший дизайн костюмов». «Masterpiece» не могла быть выдвинута на эту премию, так как начиналась не одновременно с титрами, а более минуты спустя. Это не помешало песне выиграть для Мадонны «Золотой глобус» в 2012 году. Коженёвски также был номинирован, но проиграл саундтреку «Артиста».
В начале 2014 года певица заявила о приобретении прав и начале работы над экранизацией бестселлера американской писательницы Ребекки Уолкер «Ада. История любви».
В 2018 году среди планов певицы числились контракты на режиссуру: фильм для студии MGM — экранизация мемуаров балерины Микаэлы Де Принц, а также киноадаптация романа Эндрю Шон Грира «Невозможные жизни Греты Уэллс».
В сентябре 2020 года Мадонна заявила, что работает над сценарием фильма-автобиографии совместно с Диабло Коди и сама займётся режиссурой проекта.

## Рокументари
Документальные фильмы о концертных турах певицы выделяют в особый жанр, основу которого заложил первый фильм о турне Боба Дилана — рокументари (англ. rockumentary).
| Год  | Название                                     | Детали | Описание |
| ---- | -------------------------------------------- | --- | --- |
| 1991 | «Truth or Dare» (aka «В постели с Мадонной») | - Дата выхода: март 1991 - Студия: Boy Toy, Inc., Miramax Films, Dino de Laurentiis - Лейбл: LIVE Entertainment, Artisan, Video Collection - Формат: VHS, DVD, Blu-ray | - Документальный фильм о туре 1990 года Blond Ambition World Tour. Включает концертные версии «Express Yourself», «Oh Father», «Like a Virgin», «Live to Tell», «Holiday», «Vogue» песен «Keep It Together». |
| 2006 | «I'm Going to Tell You a Secret»             | - Дата выхода: июнь 2006 - Студия: Maverick Films, River Road Entertainment, Lucky Lou Productions - Лейбл: Warner Bros., Warner Music Vision - Формат: DVD + CD       | - Документальный фильм о туре 2004 года Re-Invention World Tour. Также содержит концертный альбом. |

## secretprojectrevolution
24 сентября Мадонна выпускает 17-минутный короткометражный фильм «secretprojectrevolution», исполнив на премьере кавер-версию песни Эллиотта Смита «Between the Bars». Правозащитный фильм появился в результате сотрудничества Мадонны-режиссёра с фотографом Стивеном Кляйном. Тогда же «secretprojectrevolution» в формате HD и 2K был официально выложен для бесплатного скачивания после регистрации на сайте «Bundle» BitTorrent. Короткометражка — первый проект в рамках совместной акции Мадонны и «VICE» под названием «ArtForFreedom» (рус. Искусство за свободу). Фильму сопутствовал запуск одноимённого журнала Мадонны на сервисе Flipboard.

«Свобода — это то, что я сам сделал из того, что сделали из меня»— Цитата Жан-Поля Сартра, ставшая эпилогом короткометражки Мадонны «secretprojectrevolution»

## Награды и оценки
| Год  | Название на русском                        | Режиссёр                                                | Роль                                                    | Награды и номинации | IMDb           | Кинопоиск       |
| ---- | ------------------------------------------ | ------------------------------------------------------- | ------------------------------------------------------- | --- | -------------- | --------------- |
| 1985 | «Отчаянно ищу Сьюзан»                      | Сьюзен Сайделман                                        | Сьюзан                                                  | | 6.0 (19 580)   | 6.688 (1151)    |
| 1986 | «Шанхайский сюрприз»                       | Джим Годдар                                             | Глория Тэтлок                                           | Премия «Золотая малина» за худшую женскую роль | 3.2 (4773)     | 5.737 (816)     |
| 1987 | «Кто эта девчонка?»                        | Джеймс Фоули                                            | Ники Финн                                               | Номинация на «Золотой глобус» за лучшую песню Премия «Золотая малина» за худшую женскую роль                                                                      | 4.8 (9006)     | 6.228 (505)     |
| 1989 | «Ищейки с Бродвея»                         | Говард Брукнер                                          | Гортензия Хэттуэй                                       | Номинация на премию «Золотая малина» за худшую женскую роль второго плана                                                                                         | 5.6 (1103)     | 6.274 (221)     |
| 1990 | «Дик Трэйси»                               | Уоррен Битти                                            | Breathless Махони                                       | Номинация на «Золотой глобус» за лучшую песню | 6.1 (54 458)   | 6.639 (4749)    |
| 1991 | «В постели с Мадонной»                     | исп. продюсер, играет себя (документальный фильм)       | исп. продюсер, играет себя (документальный фильм)       | Номинация на премию «Золотая малина» за худшую женскую роль | 6.4 (8420)     | 7.077 (734)     |
| 1991 | «Тени и туман»                             | Вуди Аллен                                              | Мэри                                                    | | 6.7 (15 306)   | 6.918 (1823)    |
| 1992 | «Их собственная лига»                      | Пенни Маршалл                                           | Мэй Мордабито                                           | Номинация на «Золотой глобус» за лучшую песню | 7.2 (86 281)   | 7.601 (5392)    |
| 1993 | «Тело как улика»                           | Ули Эдель                                               | Ребекка Карлсон                                         | Премия «Золотая малина» за худшую женскую роль | 4.5 (13 304)   | 5.721 (1880)    |
| 1993 | «Опасная игра»                             | Эйбл Феррара                                            | Сара Дженингс                                           | | 5.7 (3325)     | 6.590 (437)     |
| 1995 | «Четыре комнаты»                           | Эллисон Андерс                                          | Элспет                                                  | Премия «Золотая малина» за худшую женскую роль второго плана | 6.8 (93 082)   | 7.748 (101 124) |
| 1996 | «Эвита»                                    | Алан Паркер                                             | Эва Перон                                               | Премия «Золотой глобус» за лучшую женскую роль — комедия или мюзикл                                                                                               | 6.3 (32 597)   | 7.271 (2800)    |
| 2000 | «Лучший друг»                              | Джон Шлезингер                                          | Эбби Рейнольдс                                          | Премия «Золотая малина» за худшую женскую роль | 4.6 (10 415)   | 6.682 (4933)    |
| 2002 | «Унесённые»                                | Гай Ричи                                                | Амбер Лейтон                                            | Премия «Золотая малина» за худшую женскую роль | 3.6 (14 885)   | 5.817 (11 098)  |
| 2002 | «Умри, но не сейчас»                       | Ли Тамахори                                             | Верити (эпизод)                                         | Номинация на «Золотой глобус» за лучшую песню Премия «Золотая малина» за худшую женскую роль второго плана Номинация на «Золотую малину» за худшую песню к фильму | 6.10 (197 741) | 7.018 (32 344)  |
| 2005 | «Мадонна. Я хочу открыть вам свои секреты» | исп. продюсер, играет себя (документальный фильм)       | исп. продюсер, играет себя (документальный фильм)       | | 7.80 (1919)    | 8.002 (489)     |
| 2008 | «Грязь и мудрость»                         | режиссёр, исп. продюсер, сценарист                      | режиссёр, исп. продюсер, сценарист                      | | 5.6 (2345)     | 6.894 (1589)    |
| 2008 | «Я есть, потому что мы есть»               | сценарист, продюсер, играет себя (документальный фильм) | сценарист, продюсер, играет себя (документальный фильм) | Премия «Docu Style Award» VH1 Do Something! Awards | 8.1 (365)      | — (30)          |
| 2011 | «МЫ. Верим в любовь»                       | режиссёр, продюсер, сценарист                           | режиссёр, продюсер, сценарист                           | Премия «Золотой глобус» за лучшую песню | 6.3 (11 482)   | 7.412 (13 522)  |